# Шавање
Шавање (фр. Chavagnes) насеље је и општина у западној Француској у региону Лоара, у департману Мен и Лоара која припада префектури Анже.
По подацима из 2011. године у општини је живело 1107 становника, а густина насељености је износила 68,29 становника/km². Општина се простире на површини од 16,21 km². Налази се на средњој надморској висини од 84 метара (максималној 98 m, а минималној 41 m).

## Демографија
| 1962. | 1968. | 1975. | 1982. | 1990. | 1999. | 2011. |
| ----- | ----- | ----- | ----- | ----- | ----- | ----- |
| 787   | 792   | 713   | 702   | 695   | 777   | 1.107 |

График промене броја становника у току последњих година